# Arne Eriksson
Arne Eriksson (* 15. Januar 1916 in Jakobstad; † 1. August 1983) war ein finnischer Fußballschiedsrichter. Überregionale Bekanntheit erlangte er durch die Leitung von Endrundenspielen bei der Weltmeisterschaft 1958.

## Werdegang
Eriksson entstammt der finnischen Stadt Jakobstad und war Mitglied des örtlichen Sportvereins IF Drott, der in seiner Geschichte mehrfach – wenngleich ohne dauerhaften Erfolg – in der höchsten finnischen Spielklasse antrat.
Als Schiedsrichter leitete Eriksson in den 1950er Jahren Partien der damals noch Mestaruussarja bezeichneten finnischen Meisterschaft, zudem oblag ihm 1958 die Spielleitung im Endspiel um den finnischen Landespokal zwischen KTP und Kiffen.
Zudem pfiff Eriksson Länderspiele. 1955 hatte er erstmals bei einem überregionalen Turnier Erfahrung als Unparteiischer gemacht, als er zu den Referees bei der Nordischen Fußballmeisterschaft gehörte. Drei Jahre später leitete er bei der WM-Endrunde das abschließende Gruppenspiel der Gruppe C zwischen Ungarn und Mexiko, bei dem der Vize-Weltmeister Ungarn mit einem 4:0-Erfolg ein Entscheidungsspiel gegen Wales erzwang. Bei diesem, das Wales mit einem 2:1-Sieg für sich entschied, wirkte er als Linienrichter mit.